# 키르기스스탄의 역사
키르기스인들은 매우 오래전부터 고대 문헌에 등장한다. 키르기스인들은 예니세이 강 상류에 살던 튀르크화된 몽골로이드 민족으로 주서에서 귀방(鬼方)이라고 불렸으며 철륵의 후예이다. 1세기 무렵에는 튀르크계인 흉노의 지배 하에 있었다. 4세기 때는 철륵(카자흐, 키르기스)은 몽골 계통 국가인 유연에 속해 있었는데 중앙아시아에서 발흥한 코카서스 계통 돌궐이 몽골 고원을 정복하여 유연을 멸망시켰고 키르기스인들은 튀르크인들에 속하게 된다. 이 때부터 예니세이 강 상류의 유목민들은 투르크의 문화를 받아들이고 투르크화가 된다.
8세기에는 다시 투르크계인 위구르의 침략을 받아 투르크의 지배하에 있었다. 9세기에는 서쪽으로 이동하여 위구르 제국을 멸망시켰으나 키르기스족은 다시 동쪽으로 원래 살던 예니세이 강 상류 지역으로 돌아간다. "키르기스"는 투르크계 언어로 "40"을 뜻하는데 이는 키르기스스탄의 민족 서사시인 《마나스》에 등장하는 40개의 부족에서 유래된 이름이다.
그러나 13세기에는 몽골 제국의 지배 하에 다시 들어가고, 16세기에 이르러 현재의 지역으로 이주하게 된다. 카자흐인과 키르기스인은 기원이 같으며 카자흐인은 스텝 지역인 카자흐스탄에 키르기스인들은 산악 지역인 현 키르기스스탄에 정주한다. 1863년 키르기스스탄의 북쪽 지역이 제정 러시아에 병합이 되었다. 1876년에는 러시아 제국이 코칸트 칸국을 정복했다. 알라이 키르기스인의 여왕이었던 쿠르만잔 닷카는 미하일 스코벨레프 러시아 제국 육군 장군과의 협상 끝에 러시아 제국의 키르기스스탄 지배를 받아들였다.
키르기스탄은 2005년에 튤립 혁명으로 아카예프 대통령이 쫓겨났는데, 혁명 주역 가운데 고려인도 들어 있어서 눈길을 끌었다.
2005년 7월 10일 쿠르만베크 바키예프가 대통령 선거에서 압승을 하여 대통령에 취임하으며, 2008년 10월 6일에 키르기스스탄 남쪽에서 지진이 발생, 사망자가 65명 발생하였다.
2010년 4월 7일 경기 침체와 정부의 언론 통제로 수도 비슈케크를 중심으로 야당 측에 의한 반정부 운동이 격화되어 야당 세력이 대통령궁을 점거하였다. 다음 날 4월 8일 전 외상 로자 오툰바예바가 임시 정부 수립을 발표하였다.
2010년 6월 11일 남부 오슈에서 청소년 단체 간의 대립을 계기로 크르그스인과 우즈벡인 사이에 민족 항쟁이 격화되고 방화, 살인이 잇따르면서 사태 수습이 불가능한 상태에 빠졌다. 유엔은 10만 명이 우즈베키스탄으로 대피하고, 난민 30만 명이 발생하였다고 발표했다.
폭동 이후, 대한민국 외교통상부는 오쉬주, 잘랄아바드주, 바트켄주를 3단계 여행제한지역으로 그 외 지역은 2단계 여행 자제 지역으로 여행경보를 조정했다. 2012년 9월 3일에 키르기스스탄의 세 정당은 새 연정을 구성하기로 합의했다.

## 같이 보기
- 키르기스스탄